# Wickys
Kjellez är ett dansband från Köping i Sverige, bildat 1983.

## Historia
Bandet bildades i Köping år 1983. 1998 tävlade man i semifinalen i "Svenska dansbandsmästerskapen". Sedan bildande av bandet har bandet bland annat spelat på Dansbandsveckan. Deras första studioalbum, minialbumet "Dansmusik för dig" släpptes år 2000.

## Medlemmar
- Eva-Lotta Eriksson (sång)
- Bo Haglind (trummor)
- Gunnar Olsson (gitarr)
- Jan-Erik Widén (bas, sång)

### Tidigare medlemmar
- Bertil Reigens (bas)
- Gert Söderström (trummor, sång)
- Göran Gustavsson (gitarr)
- Janne Lundkvist (keyboard)
- Peter Segesvärd (keyboard)
- Jan-Erik Widén (bas, sång)
- Linda Carlhed (sång)
- Gunnar Olofsson (gitarr, sång)

## Diskografi

### Minialbum
- Dansmusik för dig (2000)

### Singlar
- Vill du träffas på riktigt (2019)
- Mitt allt för dig (2019)